# 盖尔·R·马丁
盖尔·R·马丁（英語：Gail Roberta Martin，1944年—）是一位美国细胞生物学家和发育生物学家，加利福尼亚大学旧金山分校榮譽退休教授，最早从胚胎中分离出胚胎幹細胞。